# Zygmunt Czarnecki (generał)
Zygmunt Jerzy Czarnecki (ur. 28 marca 1900 w Gołębiówku, zm. 24 grudnia 1989) – pułkownik dyplomowany piechoty Wojska Polskiego i Polskich Sił Zbrojnych na Zachodzie, w 1966 roku mianowany przez Prezydenta RP na uchodźstwie generałem brygady.

## Życiorys
Zygmunt Jerzy Czarnecki urodził się 28 marca 1900 r. w Gołębiówku, w rodzinie Antoniego i Marii z d. Tomczak. Ukończył polskie gimnazjum w Kijowie, gdzie od 1917 r. był członkiem Polskiej Organizacji Wojskowej. Po odzyskaniu niepodległości, od listopada 1918 r. służył m.in. w 1 pułku piechoty Legionów, z którym przeszedł cały jego szlak bojowy. W 1920 r. został ranny pod Sejnami. W latach 1927–1928 jako słuchacz Wyższej Szkoły Wojennej wysłany do Turcji, Rumunii i Jugosławii. W 1928 r. ukończył Wyższą Szkołę Wojenną, później był jednym z jej wykładowców. Następnie kierownik referatu organizacyjno-mobilizacyjnego w Departamencie Piechoty Ministerstwa Spraw Wojskowych. Ostatni przydział wojskowy - dowódca 2 batalionu 5 pułku piechoty Legionów Józefa Piłsudskiego w Wilnie.
Podczas kampanii wrześniowej oficer operacyjny Armii „Prusy” i szef sztabu Grupy Operacyjnej gen. Jana Kruszewskiego. Po kampanii przebywał w niewoli radzieckiej. Został zesłany do łagru Norylsk, gdzie pracował w kamieniołomach za kołem podbiegunowym. Po uwolnieniu służył w dowództwie Armii Polskiej na Wschodzie i 2 Korpusu Polskiego. Od 1944 r. zastępca dowódcy 6 Lwowskiej Brygady Piechoty. Następnie w Polskim Korpusie Przysposobienia i Rozmieszczenia.
Od 1949 r. komendant Kwatery Głównej Brygadowego Koła Młodych „Pogoń”. Prezydent RP na uchodźstwie August Zaleski mianował go generałem brygady ze starszeństwem z dniem 11 listopada 1966 r. w korpusie generałów. W 1967 r. zwolniony ze stanowiska komendanta „Pogoni” przez gen. Władysława Andersa po odmowie zrzeczenia się nadanego stopnia. W odpowiedzi poinformował, że rozwiązał „Pogoń”, przekształcając ją w Polską Organizację Wojskową i Niepodległościową „Pogoń”.
Został pochowany w Warszawie na cmentarzu Powązkowskim (kwatera 198-5-28).

## Ordery i odznaczenia
- Krzyż Srebrny Orderu Wojskowego Virtuti Militari nr 5893[1]
- Złoty Krzyż Zasługi (10 listopada 1938)[10]
- Krzyż Walecznych[5]
- Medal 10 Rocznicy Wojny Niepodległościowej (Łotwa)[11]